# Пол Хенрид
Пол Хенрид (енгл. Paul Henreid; Трст, Фриули-Венеција-Ђулија, 10. јануар 1908 — Санта Моника, Калифорнија, 29. март 1992) је био аустријско-амерички филмски глумац и режисер.

## Биографија
Био је син угледног аустријског банкара и аристократе. Студирао је глуму у Бечу и наступао у представама Макса Рајнхарда. Преселио се у Британију 1935. године, а 1940. и у САД, чије је држављанство добио шест година касније. Најпознатије улоге остварио је у филмовима Казабланка (играо Виктора Ласла) и На раскршћу, поред своје пријатељице Бети Дејвис, где је остао упамћен по култној сцени у којој пали две цигарете па једну даје њој. Хенрид је режирао шест филмова, од којих је најпознатији трилер Ко је сахрањен у мом гробу?, где је главну улогу поверио Дејвисовој. Пред крај каријере је глумио у филму Луда из Шаљоа, поред Кетрин Хепберн и Јула Бринера.
Са супругом Елизабетом Глук добио је две ћерке, а умро је од упале плућа 1992. године. Наводно је сахрањен са писмом једне обожаватељке из периода када уопште није био познат, и које му је због тога јако значило. На Холивудској стази славних добио је две звезде – једну за филм, а другу за телевизију.